# Viggo Mortensen
Viggo Peter Mortensen (Nova York, 20 d'octubre de 1958) és un actor i director de cinema estatunidenc d'ascendència danesa, nominat als Globus d'Or i a l'Oscar pel seu paper com a Nikolai Luzhin a Promeses de l'est. És conegut sobretot per haver interpretat Aragorn a Senyor dels Anells.
Parla perfectament l'anglès, el danès, el francès i el castellà i entén i domina una mica el suec, el noruec i l'italià. A més, té nocions d'alemany. També té grans coneixements d'altres llengües, com el català. En dues ocasions en les quals va rebre premis a terres catalanes, Mortensen va aprendre's diàlegs per poder agrair els premis en català.

## Biografia
Nascut el 1958 a Nova York, de pare danès i mare estatunidenca, Viggo Mortensen va passar la infantesa a Manhattan abans d'anar-se'n amb la família a l'Argentina, Veneçuela i Dinamarca. Va tornar als Estats Units el 1982, on va aprendre art dramàtic amb Warren Robertson i va debutar al Teatre Workshop de Nova York. La seva passió pel teatre va fer que rebés el premi Dramalogue Critics' Award per l'obra Bent, amb la qual va tenir un gran èxit a Los Angeles.
Després d'un primer paper a La Rosa Porpra del Caire de Woody Allen, va començar la carrera fent d'un jove Amish a Witness (1985) de Peter Weir, on hi havia Harrison Ford. Ha actuat a una trentena de pel·lícules, entre les quals cal destacar The Portrait of a Lady de Jane Campion, L'Impasse de Brian De Palma, A Perfect Murder d'Andrew Davis, o A walk on the moon de Tony Goldwyn. Però va ser la trilogia de El Senyor dels Anells de Peter Jackson la que l'ha fet famós pel paper d'Aragorn.
Després de l'èxit de El Senyor dels Anells, va fer el primer paper protagonista a Hidalgo, de Joe Johnston. També va protagonitzar Una història de violència, de David Cronenberg, amb Maria Bello, Ed Harris i William Hurt. A Promeses de l'est, de David Cronenberg, Viggo fa de xofer d'un grup mafiós rus, pel qual ha estat nominat a l'Oscar al millor actor. En 2020 va rebre l'honorífic Premi Donostia, que va agraïr en basc.
Va debutar en la direcció amb la pel·lícula Falling (2020).
Va estar casat amb Exene Cervenka, cantant del grup punk X, de qui es va divorciar. Amb ella va tenir un fill, Henry Blake, el 1989, i des de 2009 la seva parella és Ariadna Gil.

## Filmografia

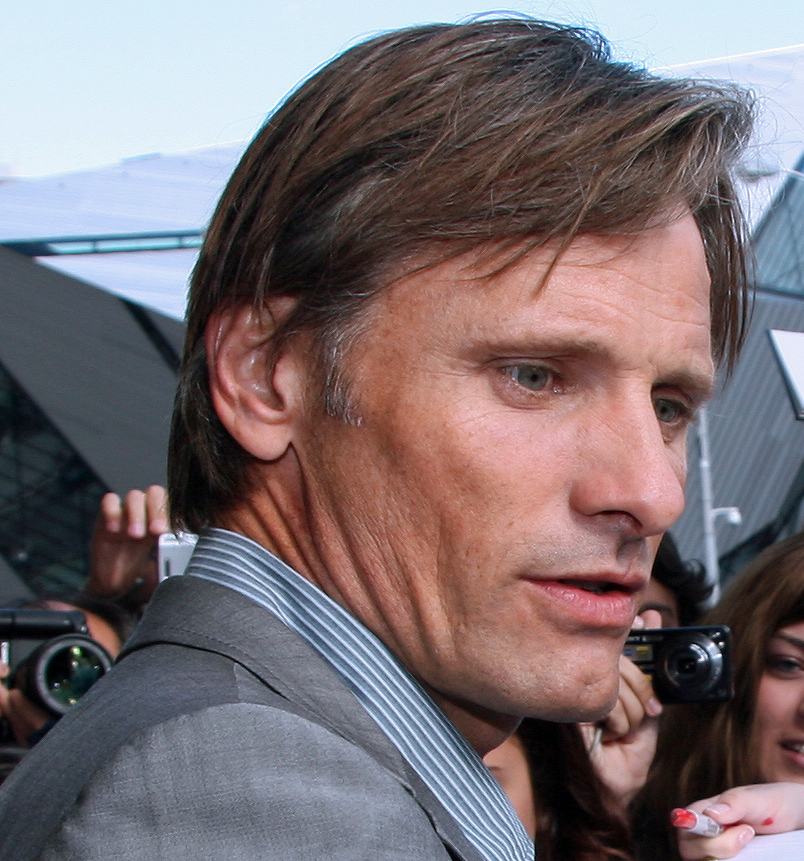
Viggo Mortensen al Festival de Toronto del 2008.

- 1984: La Rosa porpra del Caire de Woody Allen.
- 1985: Witness, de Peter Weir.
- 1987: Salvation !, de Beth B..
- 1988: Prisson, de Renny Harlin.
- 1988: Fresh Horses, de David Anspaugh.
- 1990: Tripwire, de James Lemmo.
- 1990: La Matança de Texas 3 (Leatherface: Texas Chainsaw Massacre III), de Jeff Burr.
- 1990: Young Guns 2, de Geoff Murphy.
- 1990: La pell que brilla (The Reflecting Skin), de Philip Ridley.
- 1991: Estrany vincle de sang (The Indian Runner), de Sean Penn.
- 1993: The Young Americans, de Danny Cannon.
- 1993: Ewangelia wedlug Harry'ego, de Lech Majewski.
- 1993: Boiling Point, de James B. Harris.
- 1993: Robí Caire (Ruby Cairo), de Graeme Clifford.
- 1993: Atrapat pel passat (Carlito's Way), de Brian De Palma.
- 1993: American Yakuza, de Frank A. Cappello.
- 1994: Floundering, de Peter McCarthy.
- 1994: The Crew, de Carl Colpaert.
- 1995: Gimlet, de José Luis Acosta.
- 1995: Marea roja (Crimson Tide), de Tony Scott.
- 1995: La mirada del desconegut (The Passion of Darkly Noon), de Philip Ridley.
- 1995: Black Velvet Pantsuit, de William Butler.
- 1995: The Prophecy, de Gregory Widen.
- 1996: El cocodril albí (Albino Alligator), de Kevin Spacey.
- 1996: The Portrait of a Lady, de Jane Campion.
- 1996: Daylight, de Rob Cohen.
- 1997: G.I. Jane, de Ridley Scott.
- 1998: Un crim perfecte (A Perfect Murder), d'Andrew Davis.
- 1998: Psycho, de Gus Van Sant.
- 1999: A Walk on the Moon, de Tony Goldwyn.
- 2000: 28 Days (28 dies), de Betty Thomas.
- 2001: El senyor dels anells: La germandat de l'anell , de Peter Jackson.
- 2002: El senyor dels anells: Les dues torres, de Peter Jackson.
- 2003: El senyor dels anells: El retorn del rei, de Peter Jackson.
- 2004: Hidalgo, de Joe Johnston.
- 2005: Una història de violència (A History of Violence) , de David Cronenberg.
- 2005: Alatriste, d'Augustin Diaz Yanes.
- 2007: Promeses de l'est, de David Cronenberg.
- 2008: Apaloosa, d'Ed Harris.
- 2008: Good.
- 2009: The Road.
- 2011: A Dangerous Method.
- 2012: On the Road.
- 2012: Todos tenemos un plan.
- 2014: The Two Faces of January.
- 2014: Jauja.
- 2014: Loin des hommes.
- 2016: Capità fantàstic.
- 2018: Green book: Toni Lip.
- 2020: Falling. Direcció i interpretació.
- 2023: Hasta el fin del mundo. Direcció i interpretació.

## Premis i nominacions

### Oscar
| Any  | Categoria    | Pel·lícula        | Resultat |
| ---- | ------------ | ----------------- | -------- |
| 2007 | Millor actor | Promeses de l'est | Nominat  |
| 2017 | Millor actor | Capità fantàstic  | Nominat  |
| 2019 | Millor actor | Green book        | Nominat  |

### Globus d'Or
| Any  | Categoria              | Pel·lícula         | Resultat |
| ---- | ---------------------- | ------------------ | -------- |
| 2008 | Millor actor dramàtic  | Promeses de l'est  | Nominat  |
| 2012 | Millor actor secundari | A Dangerous Method | Nominat  |

### Premi BAFTA
| Any  | Categoria    | Pel·lícula        | Resultat |
| ---- | ------------ | ----------------- | -------- |
| 2007 | Millor actor | Promeses de l'est | Nominat  |

### Screen Actors Guild
| Any  | Categoria          | Pel·lícula                                     | Resultat  |
| ---- | ------------------ | ---------------------------------------------- | --------- |
| 2008 | Millor actor       | Promeses de l'est                              | Nominat   |
| 2003 | Millor repartiment | El senyor dels anells: El retorn del rei       | Guanyador |
| 2002 | Millor repartiment | El senyor dels anells: Les dues torres         | Nominat   |
| 2001 | Millor repartiment | El senyor dels anells: La germandat de l'anell | Nominat   |

## Arts visuals i discografia
Mortensen és pintor i fotògraf. Les seves pintures són d'art abstracte i sovint hi tenen fragments de la seva poesia. Les ha exposades a galeries a escala mundial. Les pintures que hi havia a A Perfect Murder són totes seves.
Experimenta amb la poesia i música barrejant-les. Ha col·laborat amb el guitarrista Buckethead a uns quants àlbums, i treia la seva pròpia etiqueta (Perceval Press) o TDRS Music. Viggo va conèixer Buckethead quan feia el so d'un CD educatiu de mitologia grega. La col·laboració va créixer des d'aquell moment.
La discografia de Viggo inclou:
- 1994: Don't Tell Me What to Do.
- 1997: One Less Thing to Worry About.
- 1998: Recent Forgeries.
- 1999: The Other Parade.
- 1999: One Man's Meat.
- 1999: Live at Beyond Baroque.
- 2003: Pandemoniumfromamerica.
- 2004: Live at Beyond Baroque II.
- 2004: Please Tomorrow.
- 2004: This, That, and The Other.
- 2005: Intelligence Failure.
- 2006: 3 Fools 4 April.
- 2007: Time Waits for Everyone.
- 2008: At All.

Mortensen surt a la banda sonora d'El senyor dels anells: El retorn del rei, cantant "Aragorn's Coronation", lletra de Tolkien i música de Mortensen. Al DVD El senyor dels anells: La germandat de l'anell, canta "The Lay of Beren and Lúthien." Escriu els poemes en anglès, danès, i espanyol.